# Tréziers
Tréziers  (en occitan Tresièrs) est une commune française située dans l'ouest du département de l'Aude en région Occitanie.
Sur le plan historique et culturel, la commune fait partie du Razès, un pays historiquement très étendu, qui ne se résume aujourd'hui qu'aux collines de la Malepère et au bas Razès au centre et au sud, limité par le pays de Sault. Exposée à un climat océanique altéré, elle est drainée par l'Hers-Vif et par divers autres petits cours d'eau. La commune possède un patrimoine naturel remarquable : un site Natura 2000 (« Garonne, Ariège, Hers, Salat, Pique et Neste ») et cinq zones naturelles d'intérêt écologique, faunistique et floristique.
Tréziers est une commune rurale qui compte 100 habitants en 2022, après avoir connu un pic de population de 266 habitants en 1831. Ses habitants sont appelés les Tréziérois ou  Tréziéroises.

## Géographie
La commune limitrophe avec le département de l'Ariège.

### Communes limitrophes
Les communes limitrophes sont  Corbières, Lagarde, Moulin-Neuf et Val de Lambronne.
| Moulin-Neuf (Ariège) | Val de Lambronne |           |
|                      | Tréziers         | Corbières |
| Lagarde (Ariège)     |                  |           |

### Hydrographie
La commune est dans le bassin de la Garonne, au sein du bassin hydrographique Adour-Garonne. Elle est drainée par l'Hers-Vif, un bras du Grand Hers, le ruisseau Largaril et par divers petits cours d'eau, qui constituent un réseau hydrographique de 10 km de longueur totale,.
L'Hers-Vif, d'une longueur totale de 134,9 km, prend sa source dans la commune de Prades et s'écoule du sud vers le nord. Il traverse la commune et se jette dans l'Ariège à Cintegabelle, après avoir traversé 41 communes.

### Climat
Pour des articles plus généraux, voir Climat de l'Occitanie et Climat de l'Aude.
En 2010, le climat de la commune est de type climat océanique altéré, selon une étude s'appuyant sur une série de données couvrant la période 1971-2000. En 2020, Météo-France publie une typologie des climats de la France métropolitaine dans laquelle la commune est exposée à un climat de montagne ou de marges de montagne et est dans la région climatique Pyrénées orientales, caractérisée par une faible pluviométrie, un très bon ensoleillement (2 600 h/an), un air sec, particulièrement en hiver et peu de brouillards.
Pour la période 1971-2000, la température annuelle moyenne est de 12,6 °C, avec une amplitude thermique annuelle de 15,7 °C. Le cumul annuel moyen de précipitations est de 861 mm, avec 10,1 jours de précipitations en janvier et 6,1 jours en juillet. Pour la période 1991-2020, la température moyenne annuelle observée sur la station météorologique la plus proche, située sur la commune de Saint-Benoît à 10 km à vol d'oiseau, est de 12,5 °C et le cumul annuel moyen de précipitations est de 900,5 mm,. Pour l'avenir, les paramètres climatiques de la commune estimés pour 2050 selon différents scénarios d’émission de gaz à effet de serre sont consultables sur un site dédié publié par Météo-France en novembre 2022.

### Milieux naturels et biodiversité

#### Réseau Natura 2000

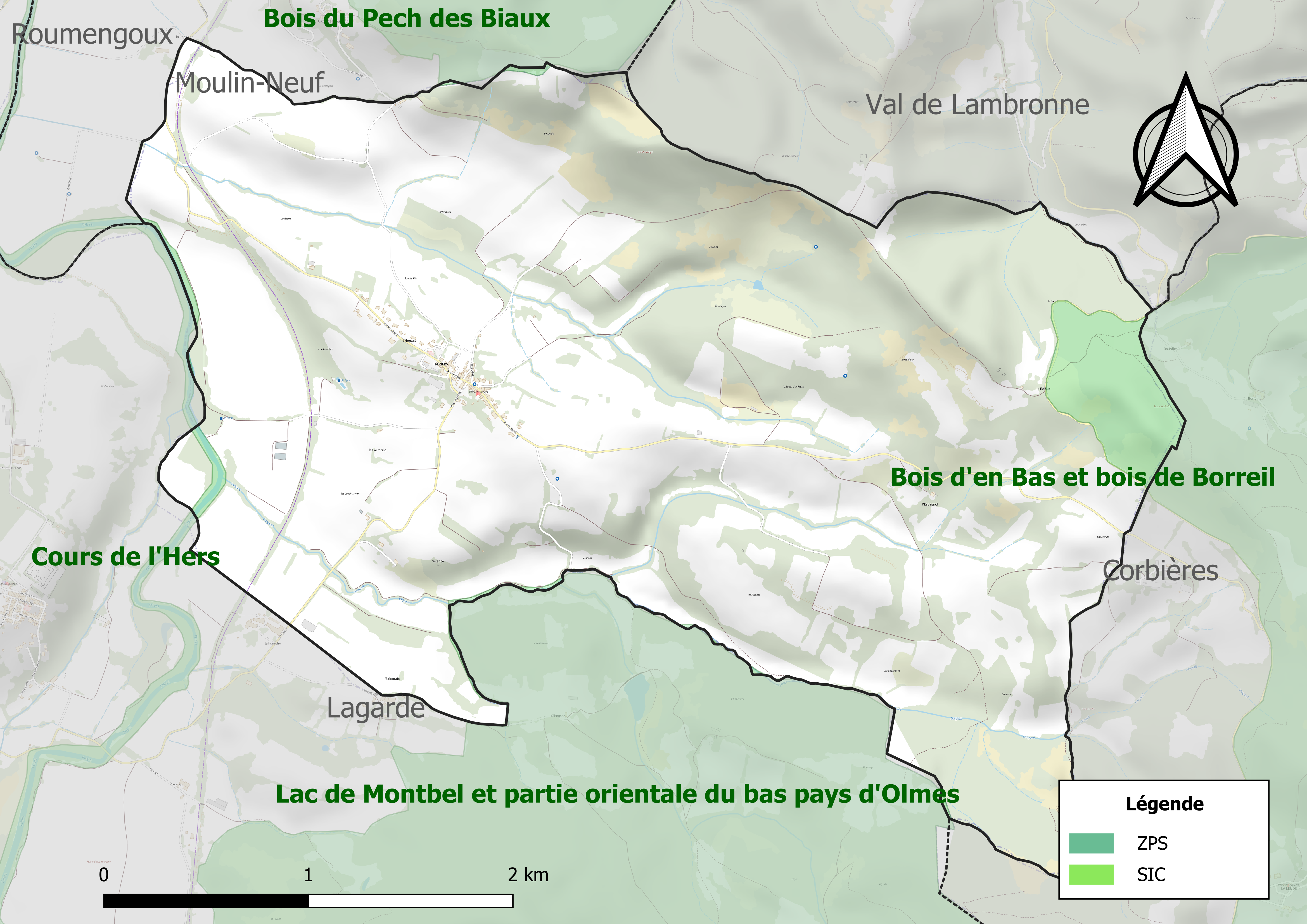
Site Natura 2000 sur le territoire communal.

Le réseau Natura 2000 est un réseau écologique européen de sites naturels d'intérêt écologique élaboré à partir des directives habitats et oiseaux, constitué de zones spéciales de conservation (ZSC) et de zones de protection spéciale (ZPS).
Un site Natura 2000 a été défini sur la commune au titre de la directive habitats : « Garonne, Ariège, Hers, Salat, Pique et Neste », d'une superficie de 9 581 ha, un réseau hydrographique pour les poissons migrateurs, avec des zones de frayères actives et potentielles importantes pour le Saumon en particulier qui fait l'objet d'alevinages réguliers et dont des adultes atteignent déjà Foix sur l'Ariège.

#### Zones naturelles d'intérêt écologique, faunistique et floristique
L’inventaire des zones naturelles d'intérêt écologique, faunistique et floristique (ZNIEFF) a pour objectif de réaliser une couverture des zones les plus intéressantes sur le plan écologique, essentiellement dans la perspective d’améliorer la connaissance du patrimoine naturel national et de fournir aux différents décideurs un outil d’aide à la prise en compte de l’environnement dans l’aménagement du territoire.
Trois ZNIEFF de type 1 sont recensées sur la commune :
- le « bois d'en Bas et bois de Borreil » (2 974 ha), couvrant 8 communes dont 1 dans l'Ariège et 7 dans l'Aude[15] ;
- le « cours de l'Hers » (891 ha), couvrant 41 communes dont 32 dans l'Ariège, 7 dans l'Aude et 2 dans la Haute-Garonne[16] ;
- le « lac de Montbel et partie orientale du bas pays d'Olmes » (7 201 ha), couvrant 19 communes dont 15 dans l'Ariège et 4 dans l'Aude[17] ;

et deux ZNIEFF de type 2, : 
- les « coteaux du Palassou » (26 749 ha), couvrant 48 communes dont 43 dans l'Ariège et 5 dans l'Aude[18] ;
- « l'Hers et ripisylves » (1 417 ha), couvrant 41 communes dont 32 dans l'Ariège, 7 dans l'Aude et 2 dans la Haute-Garonne[19].

Carte des ZNIEFF de type 1 et 2 à Tréziers.
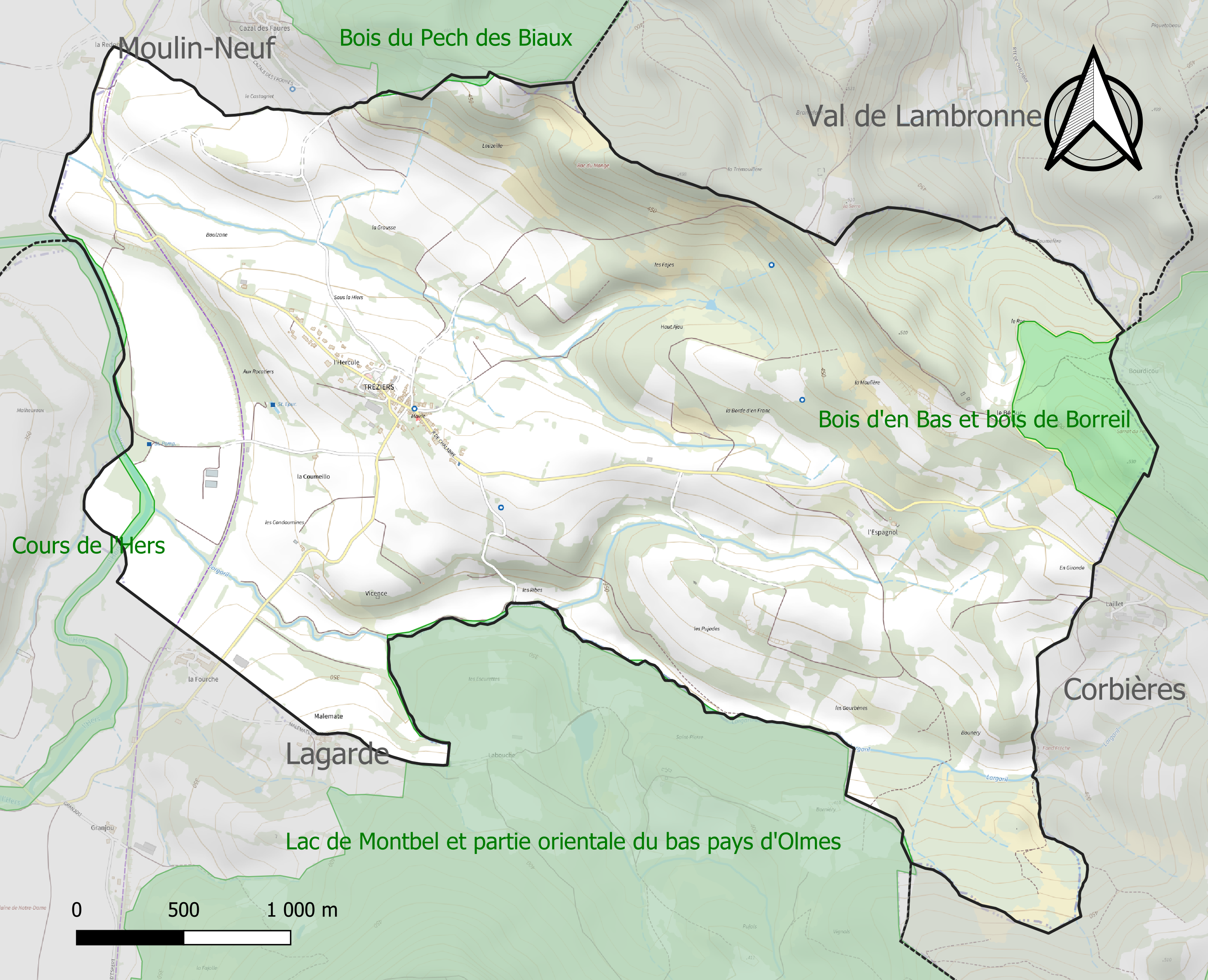
Carte des ZNIEFF de type 1 sur la commune.
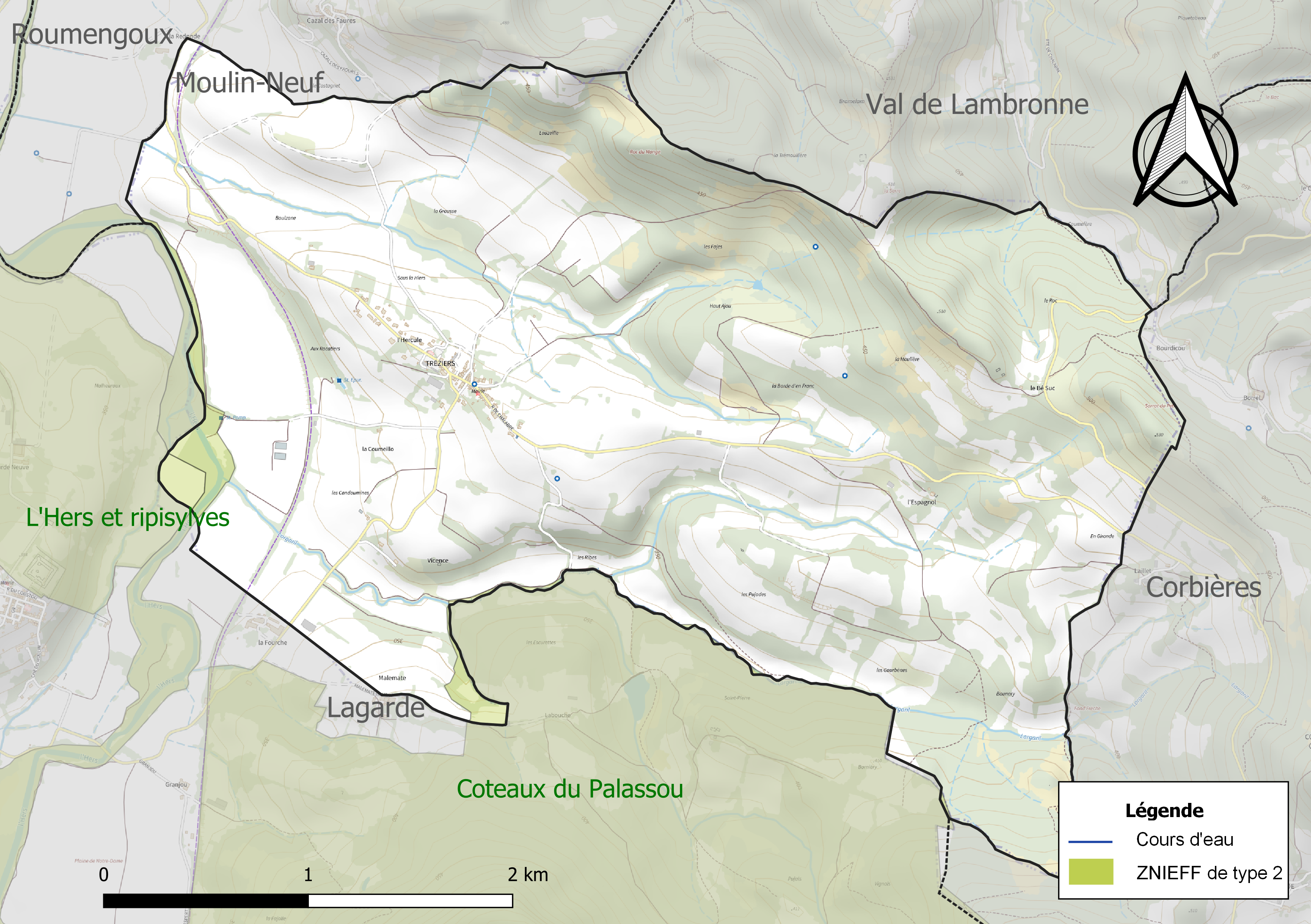
Carte des ZNIEFF de type 2 sur la commune.

## Urbanisme

### Typologie
Au 1er janvier 2024, Tréziers est catégorisée commune rurale à habitat dispersé, selon la nouvelle grille communale de densité à 7 niveaux définie par l'Insee en 2022.
Elle est située hors unité urbaine et hors attraction des villes,.

### Occupation des sols
L'occupation des sols de la commune, telle qu'elle ressort de la base de données européenne d’occupation biophysique des sols Corine Land Cover (CLC), est marquée par l'importance des territoires agricoles (74,5 % en 2018), une proportion sensiblement équivalente à celle de 1990 (74,4 %). La répartition détaillée en 2018 est la suivante : 
zones agricoles hétérogènes (38,4 %), forêts (25,5 %), prairies (22,4 %), terres arables (13,7 %). L'évolution de l’occupation des sols de la commune et de ses infrastructures peut être observée sur les différentes représentations cartographiques du territoire : la carte de Cassini (XVIIIe siècle), la carte d'état-major (1820-1866) et les cartes ou photos aériennes de l'IGN pour la période actuelle (1950 à aujourd'hui).

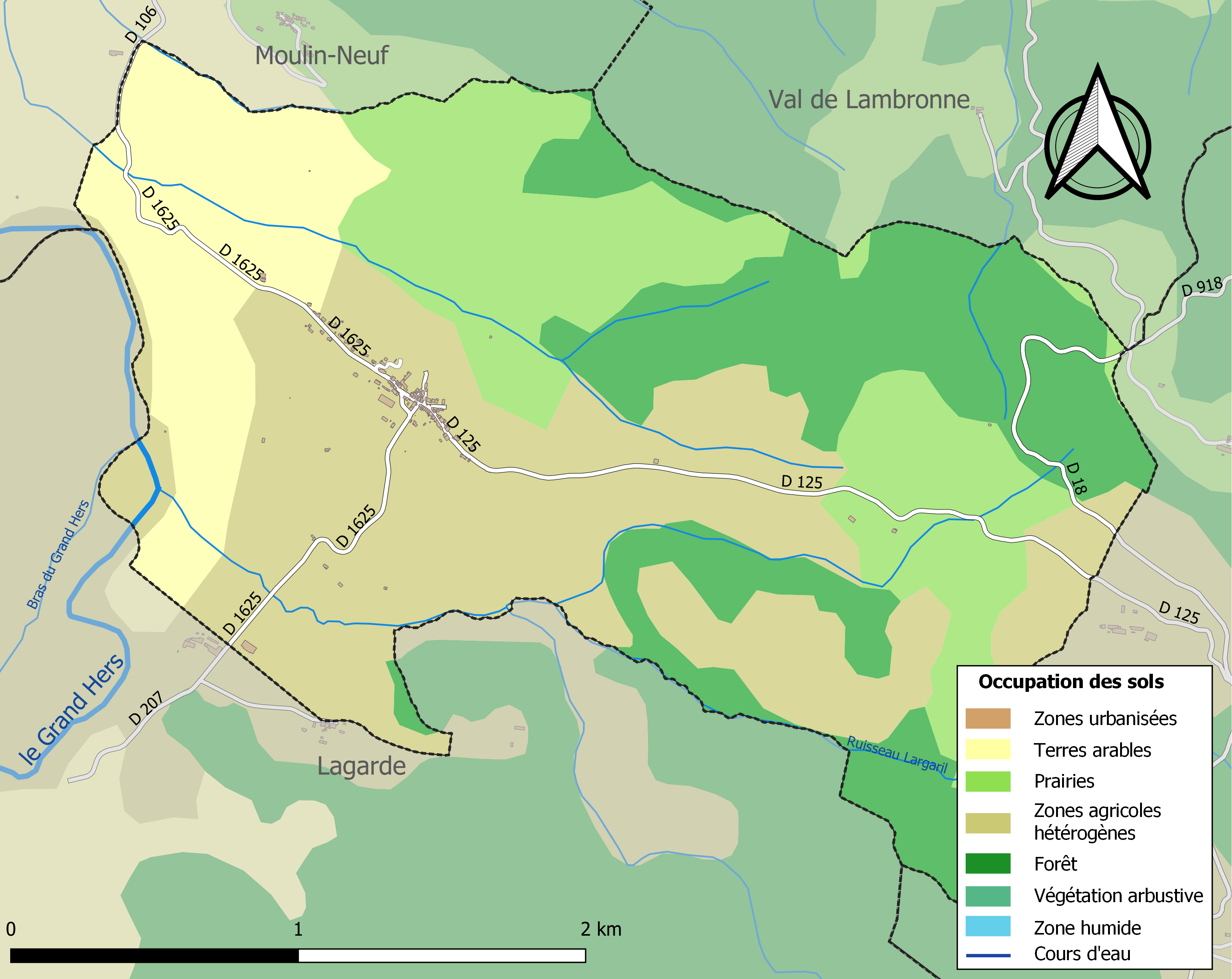
Carte des infrastructures et de l'occupation des sols de la commune en 2018 (CLC).

### Risques majeurs
Le territoire de la commune de Tréziers est vulnérable à différents aléas naturels : météorologiques (tempête, orage, neige, grand froid, canicule ou sécheresse) et séisme (sismicité faible). Il est également exposé à un risque technologique, la rupture d'un barrage. Un site publié par le BRGM permet d'évaluer simplement et rapidement les risques d'un bien localisé soit par son adresse soit par le numéro de sa parcelle.

#### Risques naturels
Le retrait-gonflement des sols argileux est susceptible d'engendrer des dommages importants aux bâtiments en cas d’alternance de périodes de sécheresse et de pluie. 61,9 % de la superficie communale est en aléa moyen ou fort (75,2 % au niveau départemental et 48,5 % au niveau national). Sur les 70 bâtiments dénombrés sur la commune en 2019, 38 sont en aléa moyen ou fort, soit 54 %, à comparer aux 94 % au niveau départemental et 54 % au niveau national. Une cartographie de l'exposition du territoire national au retrait gonflement des sols argileux est disponible sur le site du BRGM,.

#### Risques technologiques
La commune est en outre située en aval du barrage de Montbel, un ouvrage de classe A situé dans le département de l'Ariège. À ce titre elle est susceptible d’être touchée par l’onde de submersion consécutive à la rupture de cet ouvrage.

## Histoire

### Toponymie
L'origine du village de Tréziers se confond avec celle de la paroisse Saint Martin de Tréziers. Le nom de la paroisse est à l'origine du nom du village. Le texte le plus ancien qui la mentionne, rédigé en latin médiéval, date de 1296, il y est question de la paroisse Sanctus Martinus de Treseria.
Dans un acte un peu plus récent, de 1372, rédigé en langue romane (occitan ancien) cela devient, Sant Marti tras l ers. En occitan et en langue romane tras signifie derrière ; on retrouve ce mot en espagnol ou  portugais tras ou detras : on utilisait couramment l'expression « derrière » pour désigner un lieu, situé plus au nord, par rapport à un autre.
La paroisse placée sous la protection de saint Martin aurait été créée pour desservir plusieurs communautés implantées face à Saint Martin de Roumengoux sur la rive opposée de la rivière de l'Hers. La graphie, en latin (Trazeriis, Traxeriis) ou en langue occitane (Trasiers, Traziers), suggère bien la position géographique. Il faut comprendre : « Saint-Martin derrière l'Hers ».
Cette façon de nommer se rencontre, à la même époque, pour un autre lieu du pays de Kercorb. La paroisse de Saint Benoît s’appelait Sancto Benedicto de Traforiis. C'est-à-dire Saint-Benoît derrière la forêt.
Tout d’abord le nom de la paroisse Sant Marti tras l Ers s'appliqua au lieu qui accueillait l'église et le cimetière, ensuite au petit hameau qui se développa à côté et devint le siège de la communauté. Avec le temps et par esprit de facilité on le désigna en occitan avec seulement la partie terminale : Trasiers, devenu ensuite Tresièrs en occitan d'où est tirée la graphie française Tréziers.

## Politique et administration

### Liste des maires
| Période                                  | Période  | Identité                | Étiquette                                      | Qualité |
| ---------------------------------------- | -------- | ----------------------- | ---------------------------------------------- | ------- |
| mai 1878                                 | 1885     | Pierre Deumie           |                                                |         |
| mai 1885                                 | 1888     | Pierre Faure            |                                                |         |
| mai 1888                                 | 1892     | Jules Bosc              |                                                |         |
| mai 1892                                 | 1908     | Pierre Faure            |                                                |         |
| mai 1908                                 | 1929     | Antoine Laffont         |                                                |         |
| mai 1929                                 | 1944     | Elie Sérié              |                                                |         |
| 24 aout 1944                             | 1946     | Jean Fabre              | Comité de défense et de libération de Tréziers |         |
| 1946                                     | 1971     | Henri Roujol            |                                                |         |
| mars 1971                                | 1995     | Joseph Monié            | DVD                                            |         |
| juin 1995                                | 2008     | Clément Luga            |                                                |         |
| mars 2008                                | En cours | Jean-Christophe Gauvrit |                                                |         |
| Les données manquantes sont à compléter. |          |                         |                                                |         |

## Démographie
L'évolution du nombre d'habitants est connue à travers les recensements de la population effectués dans la commune depuis 1793. Pour les communes de moins de 10 000 habitants, une enquête de recensement portant sur toute la population est réalisée tous les cinq ans, les populations de référence des années intermédiaires étant quant à elles estimées par interpolation ou extrapolation. Pour la commune, le premier recensement exhaustif entrant dans le cadre du nouveau dispositif a été réalisé en 2005.

En 2022, la commune comptait 100 habitants, en évolution de −1,96 % par rapport à 2016 (Aude : +2,65 %, France hors Mayotte : +2,11 %).
| 1793 | 1800 | 1806 | 1821 | 1831 | 1836 | 1841 | 1846 | 1851 |
| ---- | ---- | ---- | ---- | ---- | ---- | ---- | ---- | ---- |
| 213  | 225  | 233  | 256  | 266  | 246  | 216  | 213  | 212  |

| 1856 | 1861 | 1866 | 1872 | 1876 | 1881 | 1886 | 1891 | 1896 |
| ---- | ---- | ---- | ---- | ---- | ---- | ---- | ---- | ---- |
| 214  | 184  | 181  | 213  | 239  | 191  | 182  | 181  | 174  |

| 1901 | 1906 | 1911 | 1921 | 1926 | 1931 | 1936 | 1946 | 1954 |
| ---- | ---- | ---- | ---- | ---- | ---- | ---- | ---- | ---- |
| 123  | 159  | 171  | 124  | 110  | 94   | 100  | 124  | 91   |

| 1962 | 1968 | 1975 | 1982 | 1990 | 1999 | 2005 | 2006 | 2010 |
| ---- | ---- | ---- | ---- | ---- | ---- | ---- | ---- | ---- |
| 75   | 54   | 51   | 67   | 68   | 84   | 94   | 102  | 105  |

| 2015 | 2020 | 2022 | - | - | - | - | - | - |
| ---- | ---- | ---- | - | - | - | - | - | - |
| 102  | 105  | 100  | - | - | - | - | - | - |

## Économie

### Emploi
| Division       | 2008   | 2013   | 2018   |
| -------------- | ------ | ------ | ------ |
| Commune        | 4,4 %  | 14,5 % | 15,5 % |
| Département    | 10,2 % | 12,8 % | 12,6 % |
| France entière | 8,3 %  | 10 %   | 10 %   |

En 2018, la population âgée de 15 à 64 ans s'élève à 56 personnes, parmi lesquelles on compte 70,7 % d'actifs (55,2 % ayant un emploi et 15,5 % de chômeurs) et 29,3 % d'inactifs,. En  2018, le taux de chômage communal (au sens du recensement) des 15-64 ans est supérieur à celui du département et de la France, alors qu'en 2008 la situation était inverse.
La commune est hors attraction des villes,. Elle compte 13 emplois en 2018, contre 21 en 2013 et 17 en 2008. Le nombre d'actifs ayant un emploi résidant dans la commune est de 33, soit un indicateur de concentration d'emploi de 38,7 % et un taux d'activité parmi les 15 ans ou plus de 46,2 %.
Sur ces 33 actifs de 15 ans ou plus ayant un emploi, 10 travaillent dans la commune, soit 29 % des habitants. Pour se rendre au travail, 76,5 % des habitants utilisent un véhicule personnel ou de fonction à quatre roues, 5,9 % les transports en commun et 17,6 % n'ont pas besoin de transport (travail au domicile).

### Activités hors agriculture
9 établissements sont implantés  à Tréziers au 31 décembre 2019.
Le secteur de l'industrie manufacturière, des industries extractives et autres est prépondérant sur la commune puisqu'il représente 33,3 % du nombre total d'établissements de la commune (3 sur les 9 entreprises implantées  à Tréziers), contre 8,8 % au niveau départemental.

### Agriculture
|               | 1988 | 2000 | 2010 | 2020 |
| ------------- | ---- | ---- | ---- | ---- |
| Exploitations | 7    | 6    | 6    | 7    |
| SAU (ha)      | 260  | 275  | 131  | 128  |

La commune est dans le Razès, une petite région agricole occupant l'ouest du département de l'Aude, également dénommée localement « Volvestre et Razès ». En 2020, l'orientation technico-économique de l'agriculture  sur la commune est la polyculture et/ou le polyélevage. Sept exploitations agricoles ayant leur siège dans la commune sont dénombrées lors du recensement agricole de 2020 (sept en 1988). La superficie agricole utilisée est de 128 ha,,.

## Culture locale et patrimoine

### Lieux et monuments
- Église Saint-Martin de Tréziers.

### Héraldique
| Tréziers | Son blasonnement est : Cinq points d'argent équipolés à quatre de gueules. |